# 디스크클론
디스크클론(DiskClon)은 클로닉스에서 개발한 디스크 복제/삭제기이다. 디스크에 저장된 데이터를 복제, 삭제하는 제품으로 디스크클론(DiskClon) 제품 안에 디스크 백업 기능이 탑재되어 있어 원본 디스크를 이미지 파일로 백업하여 저장할 수 있다. 마스터 디스크 없이 저장된 이미지 파일을 이용하여 디스크 복제가 가능하다. 데이터 완전 삭제 기능으로 디스크의 모든 데이터를 복구할 수 없게 영구 삭제한다.

## 주요기능

### 디스크클론
- SAS, SATA, IDE 등 인터페이스 지원
- 원본 디스크를 이미지 파일로 백업
- 백업 이미지 파일을 이용하여 복제 가능
- 디스크 직접 연결하여 복제 가능
- 복구가 불가능한 디스크 완전 삭제
- 국가정보원 보안적합성 검증 완전 삭제
- 완전 삭제 후 디스크 재사용 가능
- 삭제 후 삭제 결과 보고서 자동 생성
- 각 포트 별 개별 복제/삭제 작업 가능
- 4 / 8 / 16 포트

[넷클론] 네트워크 연결 방식 디스크 복제/삭제기 - 모든 종류의 저장매체를 시스템에서 분리할 필요 없이 복제/삭제

## 제품 활용

### 대량 미디어 생산 및 유지보수
- 원본 미디어의 내용을 동일하게 타겟 디스크에 대량 복제가 가능하여 동일 제품 대량 생산/유지보수에 적합

### 다품종 소량 생산과 다양한 미디어 관리
- 각 포트 별로 서로 다른 미디어 복제가 가능하여 다품종, 이기종 소량 생산/유지보수에 적합

### 기업 및 공공기관 중요정보 유출 사고 방지
- [1]디스크 완전 삭제로 기업, 금융, 공공기관 등 보안이 요구되는 중요 정보가 외부로 유출되는 것을 방지